# HD 222582
HD 222582 — тройная звезда в созвездии Водолея на расстоянии приблизительно 138 световых лет (около 42 парсек) от Солнца. Возраст оценивается как около 6,16 млрд лет.
Вокруг первого компонента обращается, как минимум, одна планета.

## Характеристики
Первый компонент (HD 222582A) — жёлтый карлик спектрального класса G5.Видимая звёздная величина — +7,685m. Масса — около 0,99 солнечной, радиус — около 1,13 солнечного, светимость — около 1,302 солнечной. Эффективная температура — около 5656 К.
Второй компонент (LP 703-44 A) — красный карлик спектрального класса M3 или M3,5. Видимая звёздная величина — +14,5m. Масса — около 0,2 солнечной. Эффективная температура — около 3288 К. Удалён на 109,5 угловой секунды.
Третий компонент (LP 703-44 B) — красный карлик спектрального класса M. Видимая звёздная величина — +15m. Удалён от второго компонента на 0,5 угловой секунды.

## Планетная система
В 1999 году командой астрономов было объявлено об открытии планеты HD 222582 b.
В 2019 году учёными, анализирующими данные проектов HIPPARCOS и Gaia, у звезды обнаружена планета HIP 116906 c.